# Liste der Monuments historiques in Ervy-le-Châtel
Die Liste der Monuments historiques in Ervy-le-Châtel führt die Monuments historiques in der französischen Gemeinde Ervy-le-Châtel auf.

## Liste der Immobilien
| Bezeichnung               | Beschreibung                       | Standort                           | Kennzeichnung | Schutzstatus | Datum | Bild           |
| ------------------------- | ---------------------------------- | ---------------------------------- | ------------- | ------------ | ----- | -------------- |
| Porte Saint-Nicolas       | Stadttor, 16. Jahrhundert          | Place Saint-Nicolas (Lage)         | PA00078107    | Inscrit      | 1926  | weitere Bilder |
| Kirche St-Pierre-ès-Liens | ab dem 14. Jahrhundert             | Rue Saint-Pierre (Lage)            | PA00078105    | Classé       | 1914  | weitere Bilder |
| Markthalle                | Anfang des 19. Jahrhunderts erbaut | Boulevard des Grands Fosses (Lage) | PA00078106    | Inscrit      | 1947  | weitere Bilder |

## Liste der Objekte
| Bezeichnung                                                           | Beschreibung | Standort                                | Kennzeichnung | Schutzstatus   | Datum     | Bild |
| --------------------------------------------------------------------- | --- | --------------------------------------- | ------------- | -------------- | --------- | ---- |
| Relief Befreiung des Petrus                                           | Holz, 1772; Verbleib unbekannt                                                                                                  | in der Kirche St-Pierre-ès-Liens (Lage) | PM10003909    | Inscrit        | 1975      |      |
| Hauptaltar                                                            | Altartisch, Tabernakel, Exposition und vier Leuchter; Marmor, Holz, vergoldet, Silber, 18. Jahrhundert; zwei Leuchter gestohlen | in der Kirche St-Pierre-ès-Liens (Lage) | PM10000790    | Classé         | 1965      |      |
| Skulptur Madonna mit Kind (1)                                         | Kalkstein, farbig gefasst, Anfang des 14. Jahrhunderts                                                                          | in der Kirche St-Pierre-ès-Liens (Lage) | PM10000748    | Classé         | 1894      |      |
| Skulptur Johannes Evangelist                                          | Kalkstein, farbig gefasst, erste Hälfte des 16. Jahrhunderts                                                                    | in der Kirche St-Pierre-ès-Liens (Lage) | PM10000757    | Classé         | 1908      |      |
| Skulptur Heiliger Eligius                                             | Kalkstein, 16. Jahrhundert | in der Kirche St-Pierre-ès-Liens (Lage) | PM10000759    | Classé         | 1908      |      |
| Gemälde Befreiung des Petrus                                          | Ölfarbe auf Leinwand, 1835 | in der Kirche St-Pierre-ès-Liens (Lage) | PM10000764    | Classé         | 1908      |      |
| Skulptur Verkündigungsmadonna                                         | Kalkstein, farbig gefasst, Anfang des 16. Jahrhunderts                                                                          | in der Kirche St-Pierre-ès-Liens (Lage) | PM10000775    | Classé         | 1913      |      |
| Grablegungsgruppe                                                     | Kalkstein, farbig gefasst, 16, Jahrhundert                                                                                      | in der Kirche St-Pierre-ès-Liens (Lage) | PM10000776    | Classé         | 1913      |      |
| Kollektenteller                                                       | Kupfer, 16. Jahrhundert; Verbleib unbekannt                                                                                     | in der Kirche St-Pierre-ès-Liens (Lage) | PM10000778    | Classé         | 1913      |      |
| Gemälde Grablegung                                                    | Ölfarbe auf Holz, 16. Jahrhundert                                                                                               | in der Kirche St-Pierre-ès-Liens (Lage) | PM10000780    | Classé         | 1913      |      |
| Skulptur Heilige Agnes                                                | Kalkstein, farbig gefasst und vergoldet, 16. Jahrhundert; Verbleib unbekannt                                                    | in der Kirche St-Pierre-ès-Liens (Lage) | PM10003116    | Classé         | 1913      |      |
| Skulptur Anna selbdritt (1)                                           | Kalkstein, farbig gefasst, um 1580                                                                                              | in der Kirche St-Pierre-ès-Liens (Lage) | PM10003118    | Classé         | 1913      |      |
| Orgel                                                                 | Ensemble aus PM10000788 und PM10000791                                                                                          | in der Kirche St-Pierre-ès-Liens (Lage) | PM10004979    | Classé         | 1959 1973 |      |
| Orgelprospekt                                                         | 1748 gebaut | in der Kirche St-Pierre-ès-Liens (Lage) | PM10000788    | Classé         | 1959      |      |
| Instrumentalteil der Orgel                                            | 1755 von François Mangin gebaut, 1773 durch Joseph Rabiny ergänzt                                                               | in der Kirche St-Pierre-ès-Liens (Lage) | PM10000791    | Classé         | 1973      |      |
| Skulptur Heiliger Julian                                              | Kalkstein, 16. Jahrhundert | in der Kirche St-Pierre-ès-Liens (Lage) | PM10003113    | Classé         | 1908      |      |
| Skulptur Heiliger Rochus                                              | Kalkstein, farbig gefasst, um 1520                                                                                              | in der Kirche St-Pierre-ès-Liens (Lage) | PM10003114    | Classé         | 1908      |      |
| Skulptur Heiliger Jakobus der Ältere                                  | Kalkstein, 16. Jahrhundert | in der Kirche St-Pierre-ès-Liens (Lage) | PM10003119    | Classé         | 1913      |      |
| Gemälde Darstellung des Herrn                                         | Ölfarbe auf Holz, 17. Jahrhundert                                                                                               | in der Kirche St-Pierre-ès-Liens (Lage) | PM10003122    | Classé         | 1913      |      |
| Skulptur Heiliger Nikolaus                                            | Kalkstein, farbig gefasst und vergoldet, 16. Jahrhundert                                                                        | in der Kirche St-Pierre-ès-Liens (Lage) | PM10000756    | Classé         | 1908      |      |
| Skulptur Heiliger Andreas                                             | Kalkstein, farbig gefasst, erste Hälfte des 16. Jahrhunderts                                                                    | in der Kirche St-Pierre-ès-Liens (Lage) | PM10000758    | Classé         | 1908      |      |
| Skulptur Heiliger Fidolus                                             | Kalkstein, farbig gefasst, 16. Jahrhundert                                                                                      | in der Kirche St-Pierre-ès-Liens (Lage) | PM10000760    | Classé         | 1908      |      |
| Skulptur Heiliger Bernhard                                            | Kalkstein, farbig gefasst, Anfang des 16. Jahrhunderts                                                                          | in der Kirche St-Pierre-ès-Liens (Lage) | PM10000761    | Classé         | 1908      |      |
| Skulptur Heiliger Stephan                                             | Kalkstein, farbig gefasst, bezeichnet 1599                                                                                      | in der Kirche St-Pierre-ès-Liens (Lage) | PM10000762    | Classé         | 1908      |      |
| Skulptur Anna selbdritt (2)                                           | Holz, farbig gefasst, um 1400                                                                                                   | in der Kirche St-Pierre-ès-Liens (Lage) | PM10000769    | Classé         | 1913      |      |
| Gemälde Mater Dolorosa                                                | Ölfarbe auf Holz, 17. Jahrhundert; Verbleib unbekannt                                                                           | in der Kirche St-Pierre-ès-Liens (Lage) | PM10000781    | Classé         | 1913      |      |
| Gemälde Taufe Christi (1)                                             | Ölfarbe auf Kupfer, 17. Jahrhundert; Verbleib unbekannt                                                                         | in der Kirche St-Pierre-ès-Liens (Lage) | PM10000783    | Classé         | 1913      |      |
| Reliquienbüste                                                        | Eichenholz, farbig gefasst, zweite Hälfte des 16. Jahrhunderts                                                                  | in der Kirche St-Pierre-ès-Liens (Lage) | PM10000789    | Classé         | 1959      |      |
| Zwei Gemälde: Petrus und Paulus                                       | mit Holzrelief; Ölfarbe auf Holz, um 1664                                                                                       | in der Kirche St-Pierre-ès-Liens (Lage) | PM10000795    | Classé         | 1975      |      |
| Adlerpult                                                             | Holz, farbig gefasst und vergoldet, erste Hälfte des 19. Jahrhunderts                                                           | in der Kirche St-Pierre-ès-Liens (Lage) | PM10003919    | Inscrit        | 1974      |      |
| Skulptur Heiliger Fiacrius                                            | Kalkstein, farbig gefasst, um 1600 (im Bild links)                                                                              | in der Kirche St-Pierre-ès-Liens (Lage) | PM10003921    | Inscrit        | 1974      |      |
| Gemälde Einsetzung des Rosenkranzes                                   | Ölfarbe auf Leinwand, 17. Jahrhundert                                                                                           | in der Kirche St-Pierre-ès-Liens (Lage) | PM10000784    | Classé         | 1913      |      |
| Gemälde Anbetung der Könige                                           | Ölfarbe auf Leinwand, 16. oder 17. Jahrhundert; Verbleib unbekannt                                                              | in der Kirche St-Pierre-ès-Liens (Lage) | PM10000786    | Classé         | 1913      |      |
| Skulptur einer Heiligen mit Buch (1)                                  | Kalkstein, farbig gefasst, Ende des 16. Jahrhunderts                                                                            | in der Kirche St-Pierre-ès-Liens (Lage) | PM10000787    | Classé         | 1913      |      |
| Skulptur Heiliger Vorelius                                            | Kalkstein, farbig gefasst, Ende des 16. Jahrhunderts                                                                            | in der Kirche St-Pierre-ès-Liens (Lage) | PM10000793    | Classé         | 1975      |      |
| Skulptur Johannes der Täufer                                          | Kalkstein, farbig gefasst, erste Hälfte des 16. Jahrhunderts                                                                    | in der Kirche St-Pierre-ès-Liens (Lage) | PM10000797    | Classé         | 1975      |      |
| 13 Kirchenfenster                                                     | aus dem 16. Jahrhundert | in der Kirche St-Pierre-ès-Liens (Lage) | PM10000745    | Classé         | 1914      |      |
| Skulptur Heilige Margaretha                                           | Kalkstein, farbig gefasst, Anfang des 16. Jahrhunderts                                                                          | in der Kirche St-Pierre-ès-Liens (Lage) | PM10000747    | Classé         | 1894      |      |
| Skulptur Heilige Sabina                                               | Kalkstein, farbig gefasst, Anfang des 16. Jahrhunderts (im Bild zweite von rechts)                                              | in der Kirche St-Pierre-ès-Liens (Lage) | PM10000752    | Classé         | 1908      |      |
| Skulptur Heiliger Edmund                                              | Kalkstein, farbig gefasst, erste Hälfte des 16. Jahrhunderts                                                                    | in der Kirche St-Pierre-ès-Liens (Lage) | PM10000754    | Classé         | 1911      |      |
| Grabstein für Louis Noël und Marie-Anne-Françoise Carron              | Kupfer, bezeichnet 1769 | in der Kirche St-Pierre-ès-Liens (Lage) | PM10000763    | Classé         | 1908      |      |
| Skulptur Heiliger Jakobus der Ältere                                  | Kalkstein, farbig gefasst, 16. Jahrhundert                                                                                      | in der Kirche St-Pierre-ès-Liens (Lage) | PM10000766    | Classé         | 1911      |      |
| Skulptur Unterweisung Mariens                                         | Kalkstein, farbig gefasst, zweites Viertel des 16. Jahrhunderts                                                                 | in der Kirche St-Pierre-ès-Liens (Lage) | PM10000774    | Classé         | 1913      |      |
| Grabstein der Familie Jourdrin                                        | Eichenholz, bemalt, bezeichnet 1567 bis 1598                                                                                    | in der Kirche St-Pierre-ès-Liens (Lage) | PM10000779    | Classé Inscrit | 1913      |      |
| Altar                                                                 | Stein, farbig gefasst, 16. Jahrhundert                                                                                          | in der Kapelle St-Aubin (Lage)          | PM10005207    | Inscrit        | 2013      |      |
| Gemälde Mariä Verkündigung                                            | Ölfarbe auf Holz, 17. Jahrhundert; nach Alessandro Allori                                                                       | in der Kirche St-Pierre-ès-Liens (Lage) | PM10003123    | Classé         | 1913      |      |
| Ausstattung der Seitenkapellen                                        | Retabel, Schranken und Gewölbe; Stein, 16. Jahrhundert                                                                          | in der Kirche St-Pierre-ès-Liens (Lage) | PM10000746    | Classé         | 1914      |      |
| Vier allegorische Skulpturen                                          | Kalkstein, farbig gefasst und vergoldet, Mitte des 16. Jahrhunderts                                                             | in der Kirche St-Pierre-ès-Liens (Lage) | PM10000749    | Classé         | 1894      |      |
| Pfarrstuhl                                                            | Eichenholz, 15. oder 16. Jahrhundert                                                                                            | in der Kirche St-Pierre-ès-Liens (Lage) | PM10000750    | Classé         | 1894      |      |
| Skulptur Madonna mit Kind (2)                                         | Kalkstein, 15. Jahrhundert; Verbleib unbekannt                                                                                  | in der Kirche St-Pierre-ès-Liens (Lage) | PM10000751    | Classé         | 1908      |      |
| Skulpturengruppe Der auferstandene Christus erscheint Maria Magdalena | Kalkstein, farbig gefasst, 16. Jahrhundert                                                                                      | in der Kirche St-Pierre-ès-Liens (Lage) | PM10000755    | Classé         | 1908      |      |
| Skulptur Mater Dolorosa                                               | Kalkstein, farbig gefasst und vergoldet, 16. Jahrhundert                                                                        | in der Kirche St-Pierre-ès-Liens (Lage) | PM10000768    | Classé         | 1913      |      |
| Truhenbank                                                            | Eichenholz, 16. Jahrhundert; Verbleib unbekannt                                                                                 | in der Kirche St-Pierre-ès-Liens (Lage) | PM10000777    | Classé         | 1913      |      |
| Gemälde Christi Geburt                                                | Ölfarbe auf Holz, 17. Jahrhundert                                                                                               | in der Kirche St-Pierre-ès-Liens (Lage) | PM10000782    | Classé         | 1913      |      |
| Gemälde Herodes und Salomé                                            | Ölfarbe auf Leinwand, 17. Jahrhundert                                                                                           | in der Kirche St-Pierre-ès-Liens (Lage) | PM10000785    | Classé         | 1913      |      |
| Kanzel                                                                | Eichenholz, 17. oder 18. Jahrhundert                                                                                            | in der Kirche St-Pierre-ès-Liens (Lage) | PM10000792    | Classé         | 1975      |      |
| Skulptur Heiliger Leonhard                                            | Kalkstein, farbig gefasst, erste Hälfte des 16. Jahrhunderts                                                                    | in der Kirche St-Pierre-ès-Liens (Lage) | PM10000794    | Classé         | 1975      |      |
| Skulptur Heiliger Mathias                                             | Kalkstein, farbig gefasst, um 1530                                                                                              | in der Kirche St-Pierre-ès-Liens (Lage) | PM10000796    | Classé         | 1975      |      |
| Gemälde Madonna                                                       | Ölfarbe auf Holz, 18. Jahrhundert; nach François de Poilly                                                                      | in der Kirche St-Pierre-ès-Liens (Lage) | PM10003908    | Inscrit        | 1975      |      |
| Skulptur Madonna                                                      | Kalkstein, farbig gefasst und vergoldet, 16. Jahrhundert                                                                        | in der Kirche St-Pierre-ès-Liens (Lage) | PM10003911    | Inscrit        | 1975      |      |
| Gemälde Taufe Christi (2)                                             | Ölfarbe auf Holz, 17. Jahrhundert                                                                                               | in der Kirche St-Pierre-ès-Liens (Lage) | PM10003922    | Inscrit        | 1974      |      |
| Skulptur Heiliger Claudius                                            | Kalkstein, farbig gefasst, erste Hälfte des 16. Jahrhunderts                                                                    | in der Kirche St-Pierre-ès-Liens (Lage) | PM10003923    | Inscrit        | 1974      |      |
| Gemälde Beschneidung des Herrn                                        | Ölfarbe auf Holz, 17. Jahrhundert                                                                                               | in der Kirche St-Pierre-ès-Liens (Lage) | PM10003121    | Classé         | 1913      |      |
| Gemälde Beweinung Christi                                             | Ölfarbe auf Leinwand, 17. Jahrhundert; nach Nicolas Poussin                                                                     | in der Kirche St-Pierre-ès-Liens (Lage) | PM10003920    | Inscrit        | 1974      |      |
| Gemälde Madonna mit Kind                                              | Ölfarbe auf Leinwand, vergoldeter Stuckrahmen, 17. Jahrhundert; nach Simon Vouet                                                | in der Kirche St-Pierre-ès-Liens (Lage) | PM10003924    | Inscrit        | 1974      |      |
| Gemälde Der heilige Martin wird durch einen Engel geleitet            | Ölfarbe auf Leinwand, 1680; Verbleib unbekannt                                                                                  | in der Kirche St-Pierre-ès-Liens (Lage) | PM10003925    | Inscrit        | 1974      |      |
| Skulptur Madonna mit Kind (3)                                         | Kalkstein, farbig gefasst, 14. Jahrhundert; Verbleib unbekannt                                                                  | in der Kirche St-Pierre-ès-Liens (Lage) | PM10000767    | Classé         | 1913      |      |
| Kreuzigungsgruppe                                                     | Holz, farbig gefasst, 16. Jahrhundert oder um 1835                                                                              | in der Kirche St-Pierre-ès-Liens (Lage) | PM10000770    | Classé         | 1913      |      |
| Skulptur Segnender Christus                                           | Kalkstein, 16. Jahrhundert | in der Kirche St-Pierre-ès-Liens (Lage) | PM10000771    | Classé         | 1913      |      |
| Skulptur einer Heiligen mit Buch (2)                                  | Kalkstein, farbig gefasst, zweite Hälfte des 16. Jahrhunderts                                                                   | in der Kirche St-Pierre-ès-Liens (Lage) | PM10000772    | Classé         | 1913      |      |
| Skulptur eines Bischofs (1)                                           | Kalkstein, farbig gefasst und vergoldet, 16. Jahrhundert                                                                        | in der Kirche St-Pierre-ès-Liens (Lage) | PM10000773    | Classé         | 1913      |      |
| Skulptur Heiliger Augustinus                                          | Kalkstein, farbig gefasst, Mitte des 16. Jahrhunderts                                                                           | in der Kirche St-Pierre-ès-Liens (Lage) | PM10003111    | Classé         | 1908      |      |
| Skulptur Heiliger Franziskus von Assisi                               | Kalkstein, farbig gefasst, erste Hälfte des 16. Jahrhunderts                                                                    | in der Kirche St-Pierre-ès-Liens (Lage) | PM10003112    | Classé         | 1908      |      |
| Skulptur Paulus                                                       | Kalkstein, 16. Jahrhundert | in der Kirche St-Pierre-ès-Liens (Lage) | PM10003115    | Classé         | 1911      |      |
| Skulptur eines Abtes                                                  | Holz, farbig gefasst und vergoldet, um 1600                                                                                     | in der Kirche St-Pierre-ès-Liens (Lage) | PM10003117    | Classé         | 1913      |      |
| Skulptur eines Bischofs (2)                                           | Kalkstein, farbig gefasst, 16. Jahrhundert                                                                                      | in der Kirche St-Pierre-ès-Liens (Lage) | PM10003120    | Classé         | 1913      |      |